# Cao Pi
Acesta este un nume chinezesc; numele de familie este Cao.
Cao Pi (n. 29 mai 187 d.Hr., Bozhou⁠(d), Republica Populară Chineză – d. 29 iunie 226 d.Hr., Luoyang, Republica Populară Chineză) a fost primul împărat al dinastiei chineze Wei (220 - 226), dar și poet și autor al primei lucrări de critică literară din această țară.

## Opera literară
Lirica sa este de inspirație populară.
Un exemplu în acest sens îl constituie scrierea Cântece din ținutul Yan („Yan ge xing”).
Cao Pi a fost autorul primei opere de critică literară din China, „Diān lun lun wen” (Însemnări literare), în care analizează literatura perioadei Jian'an (196-219).